# Robert Casey
Robert Joseph Casey (1890-1962) fue un veterano de combate condecorado y distinguido periodista y columnista estadounidense con sede en Chicago.

## Biografía
Casey nació el 14 de marzo de 1890 en Beresford, Dakota del Sur, y asistió al St. Mary's College en St. Marys, Kansas, de 1907 a 1911. En 1918, Casey se enlistó en el Ejército y sirvió en Verdún y Meuse-Argonne como artillero. Obtuvo tres citaciones por valentía en combate antes de ser dado de baja con el rango de capitán en 1919. Más tarde, Casey escribió (anónimamente) The Cannoneers Have Hairy Ears: A Diary of the Front Lines sobre sus experiencias en la guerra, y este libro fue aclamado por sus representaciones crudas y realistas de un soldado estadounidense en la Primera Guerra Mundial.
En 1920, Casey se unió al Chicago Daily News, donde trabajó como columnista y corresponsal extranjero durante veintisiete años. Casey escribió reportajes, documentó las guerras de pandillas de Chicago de la época y compiló historias de "retratos de la vida", que se publicaron en el periódico bajo los títulos de columna "Vest Pocket Anthology", "Such Interesting People" y "More Interesting People".
Durante las décadas de 1920 y 1930, Casey viajó por Indochina, Cuba, las Islas Pitcairn, la Isla de Pascua y muchos otros lugares, y escribió sobre sus aventuras en columnas de periódicos y libros. En 1940, Casey cubrió los bombardeos en Londres y sus secuelas; también estuvo en Hawái y el Pacífico justo después del bombardeo de Pearl Harbor en diciembre de 1941.
Después de su cobertura de la Segunda Guerra Mundial en Francia, África y el Pacífico, Casey regresó a Chicago para escribir. Había estado casado con Marie Driscoll, quien falleció en 1945; en 1946, Casey se casó con Hazel MacDonald, una reportera y corresponsal extranjera de Chicago a quien conoció por primera vez en 1933. Después de su jubilación del Daily News en 1947, continuó escribiendo libros y artículos periodísticos como freelance. En 1955, fue nombrado Veterano de Prensa del Año por la Asociación de Veteranos de Prensa de Chicago.
Después de recibir tratamiento durante varios años por una afección cardíaca y presión arterial alta, Casey murió de un derrame cerebral el 5 de diciembre de 1962 en Evanston, Illinois, a la edad de 72 años.

## Obras
- The Lost Kingdom Of Burgundy (1923)
- The Cannoneers Have Hairy Ears [publicado anónimamente] (1927)
- Four Faces Of Siva (1929)
- The Secret Of 37 Hardy Street (1929)
- The Voice Of The Lobster (1930)
- The Secret Of The Bungalow (1930)
- Cambodian Quest (1931)
- Easter Island, Home Of The Scornful Gods (1931)
- News Reel (1932)
- Hot Ice (1933)
- The Third Owl (1934)
- I Can't Forget (1941)
- Torpedo Junction (1942)
- Such Interesting People (1943)
- Battle Below: The War Of The Submarines (1945)
- This Is Where I Came In (1945)
- The Texas Border And Some Borderliners (incluyendo The Guide) (1950)
- Bob Casey's Grand Slam (1962)